# Monarquia autoritària
La monarquia autoritària és una categoria utilitzada per la historiografia per a referir-se a les monarquies d'Europa Occidental des de finals de l'edat mitjana fins a començaments de l'edat moderna. Una monarquia autoritària sorgeix d'una concentració dels poders estatals, abans cedits als senyors feudals, en mans del rei, que es recolza en les classes urbanes privilegiades, mentre es mantenen les estructures econòmiques i socials pròpies del feudalisme. Al mateix temps es van buidant de contingut les institucions pactistes, representatives de la societat estamental.
La monarquia autoritària prové d'una societat feudal en què els poders de l'Estat han estat dividits en jurisdiccions feudals, i el rei, privat de recursos per muntar una administració o un exèrcit permanents, s'ha reservat un paper d'arbitratge entre la noblesa, que és qui proporciona, a través de pactes privats (feudo-vassallàtics), serveis militars, polítics i judicials. Partint d'aquest marc, el creixement de les ciutats i el comerç internacional (croades, pau de Déu, Treva de Déu, recuperació d'una moneda sòlida, creació d'instruments tècnics i legals de comerç...), combinat amb una major capacitat de pagament de la pagesia per causa de les innovacions agràries introduïdes, permet als reis obtenir recursos que els permeten anar incrementant el nombre d'assessors, funcionaris, mercenaris, artistes, etc. que treballen a les seves ordres, i tot això amb la justificació teòrica del dret romà redescobert a la universitat de Bolonya.
Aquest procés va permetre als reis prescindir, de mica en mica, de la participació de la noblesa en l'administració de l'Estat, i va estendre, amb un nou cos de funcionaris reials, els tentacles del poder públic en l'àmbit tradicionalment reservat a la noblesa feudal. Un element clau serà el suport de les ciutats sotmeses al poder feudal, en la seva lluita per obtenir llibertats municipals. Paral·lelament, erosionen el poder de la cort (rei més barons i prelats), i el substitueixen per institucions representatives on hi ha també les elits urbanes. El següent pas fou convertir en irrellevants aquestes noves institucions (les corts) i eliminar el poder militar independent de la noblesa feudal (destrucció de castells, creació d'unitats militars dotades d'artilleria), mentre que es manté la facultat dels feudals d'extreure els excedents econòmics de la pagesia de les seves jurisdiccions.

## Les primeres monarquies autoritàries
El regnat de Felip IV de França "el Bell" de França (1268-1314) és un bon exemple d'aquests reis: va alliberar-se de tot poder del Papa (va causar la mort del Papa Bonifaci VIII, va amenaçar de fer-lo declarar heretge, va obtenir el nomenament de Climent V…); va reinventar la Universitat de París com un element de control ideològic del seu regne; va apropiar-se de la Inquisició com a instrument de poder reial; va eliminar l'Orde del Temple i apropiar-se dels seus recursos; va manipular la moneda en comptes d'acceptar el finançament a través de préstecs de jueus (els quals va expulsar del regne)...
A finals del Segle XV molts reis europeus porten a terme polítiques autoritàries i centralitzadores. L'obra de Nicolau de Maquiavel, El príncep reflecteix i amplifica aquesta tendència, que els Reis Catòlics porten a noves fites: tria d'alcaldes, creació d'una policia rural Santa Hermandad, eliminació de minories ètnico-religioses, creació d'un mecanisme de control ideològic present en tots els àmbits de la societat, la Inquisició, sotmesa directament a la Corona...

## El pas a l'absolutisme reial
La tendència a la concentració de poder estatal continuarà amb la creació de Consells de Secretaris dotats d'atribucions especialitzades i estables; amb l'abandonament de la convocatòria d'Estats Generals o Corts (a França, cap convocatòria entre 1614 i 1789). Les colònies proporcionaran ingressos a les monarquies autoritàries europees per continuar incrementant la base fiscal del seu poder; llavors, concentraran el bo i millor de la noblesa en grans palaus, per controlar-la millor. Però el darrer pas, que consisteix en l'eliminació de la immunitat fiscal de nobles i eclesiàstics, proposat pels equips del despotisme il·lustrat, fracassarà per l'aferrissada oposició de la nobles i el clero, i la seva resistència farà inevitables les revolucions burgeses (segles XVII-XVIII) 